# Madona de Loreto
Madona de Loreto ou Madona dos Peregrinos é uma famosa pintura do mestre barroco italiano Caravaggio (1604-6) abrigada atualmente na Capela Cavalletti da igreja de Sant'Agostino, perto da Piazza Navona, em Roma. Nela, a Virgem Maria descalça e uma criança nua aparecem a dois mendigos em peregrinação; ou, como defendem alguns, seria uma representação de uma importante estátua da Virgem.

## História
Em 1603, os herdeiros do marquês Ermete Cavalletti, que havia morrido em 21 de julho de 1602, encomendou para a decoração da capela uma pintura com o tema de Nossa Senhora de Loreto. Para atender um pedido no testamento do marquês, os Cavaletti compraram, em 4 de setembro de 1603, uma capela na igreja de Sant'Agostino em Roma
Giovanni Baglione, um outro competidor pela encomenda de menor talento, conseguiu que Caravaggio fosse preso durante um julgamento de difamação, afirmou que quando a pintura foi revelada, "fez com que o povo comum fizesse um grande burburinho ('schiamazzo') sobre ela". O furor era de se esperar. A Virgem Maria, assim como os peregrinos que a admiravam, estava descalça. A porta ou o nicho não é uma gloriosa nuvem ou cheio de putti, mas parte de uma parede caindo aos pedaços. Apenas uma simples auréola santifica ela e o bebê, que está nu. Apesar de bela, a Virgem Maria poderia ser qualquer mulher saindo das sombras. Como muitas das pinturas de Caravaggio em Roma, como a "Conversão no Caminho para Damasco" ou "Chamado de São Mateus", a cena é um momento da vida de um homem ou mulher comum na qual se encontra o divino, cuja aparição também não é diferente do homem ou da mulher comum. A mulher que modelou Maria parece ser a mesma que está na tela na Galleria Borghese, Madona e o Menino com Santa Ana (Dei Palafrenieri) (1605).

## Galeria

Imagens da obra
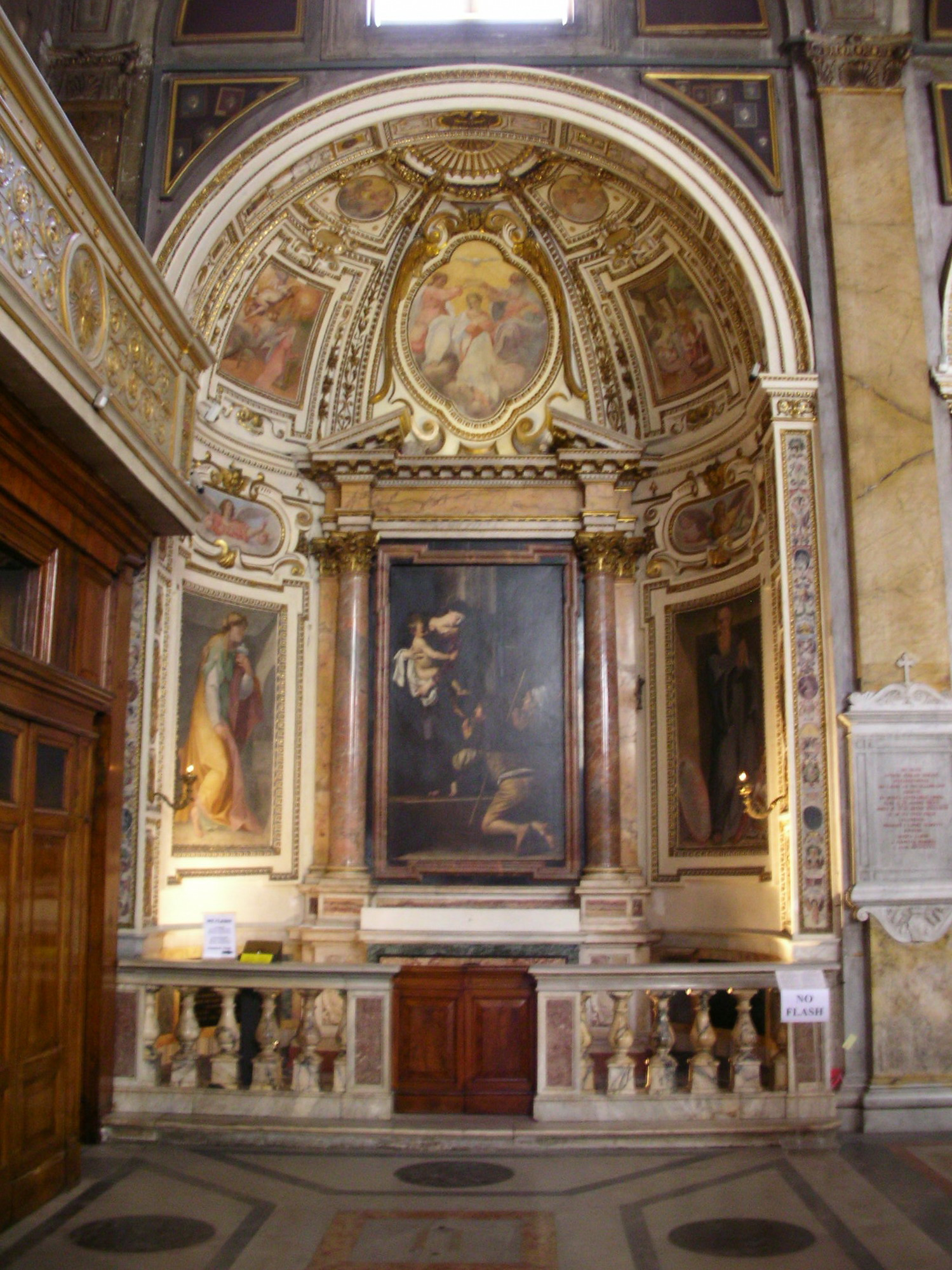
Obra in situ em Sant'Agostino.
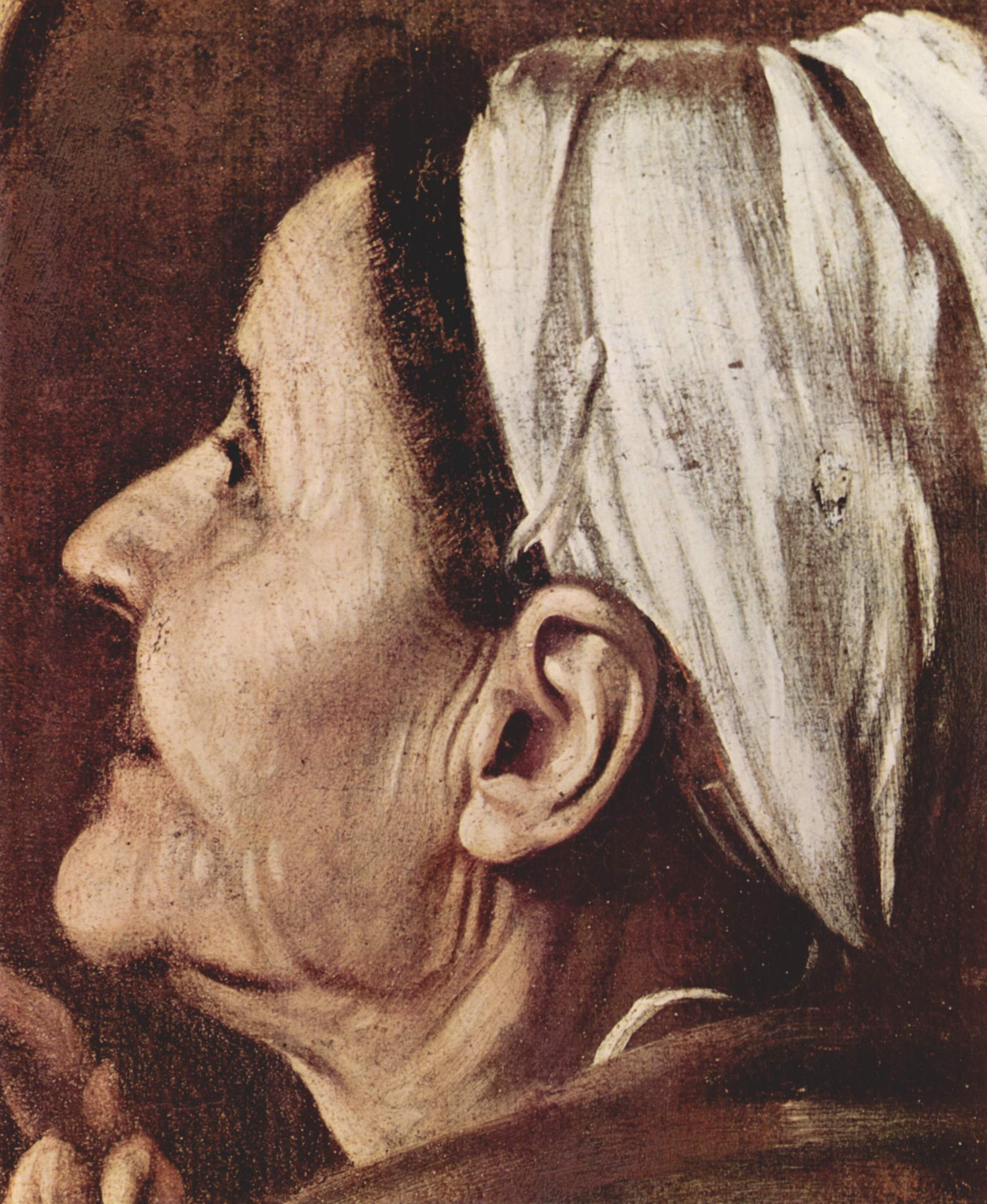
Detalhe.